# They Died with Their Boots On
They Died with Their Boots On is een Amerikaanse dramafilm uit 1941 onder regie van Raoul Walsh. De film werd destijds in Nederland uitgebracht onder de titel Tot de laatste man.

## Verhaal
Na de Amerikaanse Burgeroorlog moet generaal George Armstrong Custer een handelsroute vrijhouden van indianen. Hij wil zelf een vredesakkoord sluiten met de indianen, maar zijn oversten sturen aan op een oorlog.

## Rolverdeling
| Acteur              | Personage               |
| ------------------- | ----------------------- |
| Errol Flynn         | George Armstrong Custer |
| Olivia de Havilland | Elizabeth Bacon         |
| Arthur Kennedy      | Ned Sharp               |
| Charley Grapewin    | California Joe          |
| Gene Lockhart       | Samuel Bacon            |
| Anthony Quinn       | Crazy Horse             |
| Stanley Ridges      | Romulus Taipe           |
| John Litel          | Phil Sheridan           |
| Walter Hampden      | William Sharp           |
| Sydney Greenstreet  | Winfield Scott          |
| Regis Toomey        | Fitzhugh Lee            |
| Hattie McDaniel     | Callie                  |
| G.P. Huntley        | Luitenant Butler        |
| Frank Wilcox        | Kapitein Webb           |
| Joe Sawyer          | Sergeant Doolittle      |
| Minor Watson        | Senator Smith           |